# Carl Carlsen
Carl Carlsen, född 31 augusti 1813 i Köpenhamn, död där 13 februari 1899, var en dansk ingenjör. 
Carlsen blev 1828 elev vid danska marinens skeppsbyggeri, men började 1835 att studera vid Polyteknisk Læreanstalt och tog 1839 examen i mekanik. Därefter inriktade han sig på egentliga ingenjörsämnena (i vilka det då inte undervisades vid Polyteknisk Læreanstalt), främst under en ettårig resa till Frankrike. Efter sin hemkomst konstituerades han som stenläggningsinspektör i Köpenhamn, tills han 1845 anställdes som vattenbyggnadsinspektör, på vilken post han bland annat ledde arbetena vid Glückstadts hamn; en tid var han tillika hamnbyggmästare i Köpenhamn och ombyggde som sådan Langebro och Stormbroen, senare förestod han regleringen av Gudenå mellan Silkeborg och Tange. År 1868 utnämndes han till vattenbyggnadsdirektör, en post, som tillkom genom sammanslagning av hans tidigare ämbete som vattenbyggnadsinspektör med Havne- og Kanalinspektoratet, och på denna hade han del i bland annat anläggningen av Frederik VII:s kanal vid Løgstør, Pontonbron vid Ålborg, Christian IX:s bro över Guldborg Sund, Esbjergs hamn samt  utbyggnaderna av Helsingørs hamn och Frederikshavns hamn. År 1877 hade han en väsentlig del i bildandet av Teknisk Forening, vars ordförande han var under de fyra första åren. År 1882 tog han avsked som vattenbyggnadsdirektör.